# 燕窝镇 (洪湖市)
燕窝镇，是中华人民共和国湖北省荆州市洪湖市下辖的一个乡镇级行政单位。

## 行政区划
燕窝镇下辖以下地区：
燕窝街道社区、永乐村、燕窝村、边洲村、河口村、九洲村、新建村、洲脚村、红光村、幸福村、调源村、头村、二村、三村、四村、五村、公五坛村、中心村、高峰村、蒿楼州村、新河村、民河村、挖沟村、庆丰村、前进村、洪丰村、解放村、团结村、丰乐村、友爱村、翻身村、叶家边村和田家口村。